# Garcia
Garcia és una vila i municipi de la comarca de la Ribera d'Ebre entre Mora d'Ebre i Ascó. A prop del municipi hi ha el clot de l'Heura, amb el coll i el barranc del mateix nom.

## Lavila
La vila de Garcia resta emplaçada als vessants d'un turonet (73 m d'altitud) a l'esquerra de l'Ebre, entre aquest riu, el barranc del Rec de Valls i el riu Siurana, anomenat aquí la Riera. Les cases s'esglaonen per carrers desnivellats, entre les desembocadures dels dos corrents en el gran riu. Són coronades pels xiprers del Calvari i per l'església parroquial i arriben prop de les aigües de l'Ebre. A la part més alta hi ha el nucli antic de la població. El lloc, segons Madoz, fou reedificat vers mitjan segle xvi. al carrer de Gatera fins a la primeria del segle xx encarà es conservà una casa amb un escut al capdamunt on constava l'any 1565. No obstant que no era emmurallada, s'entrava a la vila per tres portes. Es conserva una alabarda, ornamentada amb sis busts. L'antiga església parroquial (L'Església vella de Garcia Vella), que va ser molt destruïda el 1936, era dedicada a la Nativitat de la Mare de Déu; en l'actualitat no té culte i resta abandonada, molt malmesa. Aquesta església el 1279 pagà a la Santa Seu 60 sous com a dècima. El més important que contenia i que es perdé era el retaule que havia pertangut a la cartoixa de Scala dei. Pintat a l'oli sobre taula, segons Ruy Fernàndez, era de Francesc Ribalta. L'altar major, dedicat a la Nativitat de la Verge, era d'estil plateresc, amb figures tallades en alt relleu sobre fusta i amb una imatge central de la Mare de Déu. La nova església parroquial va ser començada el 1949.
La vila resultà fortament destruïda en la guerra civil espanyola de 1936/39 ja que era propera al front on es lliurà la batalla de l'Ebre. Després de la guerra, les cases mig enderrocades de la part alta s'abandonaren i la vila moderna es formà en la part més baixa del turó. Els anys 1970/80 aquelles cases destruïdes foren adquirides i restaurades per estiuejants. La instal·lació de la electricitat data del 1920 i la de l'aigua corrent de 1947/50.
Des del curs 1981/82 la segona etapa d'EGB es fa a Móra la Nova. a la vila hi el mestre pels infants de primera etapa. Abans de 1936 hi havia la Societat Obrera Instructiva Republicana, amb caixa Rural d'Estalvis, que s'havia fundat el 1905. El 1932 s'hi fundà el Sindicat Agrícola El Maig i hi havia també la Societat del Foment de Treball, dos cafès, dos hostals. Els anys 1980 hi havia una agrupació titulada El Jovent de Garcia.

## Geografia
- Llista de topònims de Garcia (Orografia: muntanyes, serres, collades, indrets..; hidrografia: rius, fonts...; edificis: cases, masies, esglésies, etc).

## El terme
El terme municipal de Garcia, d'una extensió de 52' 4 km², és situat a tramuntana de la cubeta de Móra, a banda i banda de l'Ebre, a la seva confluència amb el riu de Siurana. Al nord del terme, el territori és accidentat a l'esquerra del riu per la serra del Tormo (525 m d'altitud, al límit amb el municipi de La Torre de l'Espanyol, que forma la paret oriental, dita de Comes Llargues, del congost del pas de l'Ase (prop del qual era prevista per la Confederació Hidrogràfica la construcció d'un pantà, projecte que restà abandonat) i que és continuada a la dreta de l'Ebre per l'alineació que culmina a la Picosa (486 m) i a la tossa de l'Àliga (487 m. al termenal amb Ascó), prolongació de la serra de la Torre. Aquestes alineacions muntanyoses són com una prolongació vers el SW de serra la Llena i de la serra de Montsant. El terme, a migdia, és separat del de Móra d'Ebre (a la dreta del riu) pel caminal de la Partició de Garcia i del de Móra la Nova (a l'esquerra) pel caminal de les Planes. Encara, per un petit sector al SE confronta amb el municipi de Tivissa i al NW, aigua amunt del pas de l'Ase, amb el de Vinebre. A llevant al termenal separa el municipi de Garcia dels del Molar i del Masroig, ambdós del Priorat.
El territori és solcat per diversos barrancs que tributen directament a l'Ebre, com el de Comes Llargues, el dels Morers i el del Rec de Valls, a l'esquerra del riu, i el barranc del Foc i el dels Poiassos a la dreta. Algunes partides del terme són les Tallades (on hi ha el Mas de les Tallades), els Arguetans (prop de la ribera de l'Asmà) i els Presseguers (on hi ha el Mas de Tarragó). A més de la vila de Garcia, el municipi comprèn la caseria del Mas de Senier, formada prop de la carretera de Móra la Nova a Garcia (situada prop de l'Ebre), i el Santuari de Santa Magdalena.

## Comunicacions
El ferrocarril de Barcelona a Madrid travessa el terme a 500 m de la vila i té estació des de 1922, a la dreta de l'Ebre. Tanmateix ara no s'utilitza perquè per passar el riu s'ha d'anar fins a Móra la Nova (o passar amb la barca) i aleshores resulta millor d'usar l'estació de Móra. La carretera de Garcia a Móra la Nova (on es pot accedir a la carretera nacional de Reus a Gandesa) data del 1917 i el 1926 s'inaugurà el pont sobre el riu Siurana per on travessa aquest riu. Aquesta mateixa carretera es prolonga al NW fins Ascó. De la vila de Garcia en surt la T-731, al Molar (1926).

## Activitat econòmica
El 1960 a Garcia hi havia 904 ha de bosc, 712 de matollar, 724 de pastures i 4 d'arbres de ribera, D'una superfície agrària de 2.545 ha (1972), ni hi ha 2,365 de conreades al secà, Tanmateix, els darrers anys la superfície conreada al secà va disminuir en més del 20 per % i el regadiu s'estacionà en unes 200 ha. El conreu predominant és la vinya, ja el 1978 ocupava 1.179 ha. Aquest conreu, que sembla que fou introduït a Garcia vers mitjan segle xvii, i el seu fruit és elaborat per la cooperativa agrícola, sota la denominació d'origen Tarragona i la subdenominació Ribera d'Ebre. En els últims vint anys del segle passat, amés de la vinya, es dedicaven 457 ha al conreu d'avellaners, 201 als ametllers i 49 a oliverars. A més, de 40 a fruiters diversos i 80 al conreu d'hortalisses, al regadiu.
Amb desenes d'explotacions, la terra és conreada majoritàriament pels propietaris. També hi ha, bé que amb una importància molt menor, règim de parceria. Des de final segle passat es va notar un grau força estimable de mecanització. Els darrers anys es detectà un envelliment de la població pagesa per causa que els joves emigraven; també, la dedicació a l'agricultura a temps parcial, ja que la població activa, es va desplaçar, en part, a treballar a la Central Nuclear d'Ascó, a la química Vilaseca i a la indústria de la pell de Móra d'Ebre.
La ramaderia, antigament força important, a finals del segle xx es reduí a granges de bestiar porcí i aviram. Tanmateix, fina a la primeria del segle xx i durant tota la centúria anterior s'hi celebraven dues fires anuals, la més important de les quals al desembre, per a la provisió de bestiar de càrrega i de llana a les poblacions del rodal. El 1860 s'esmenten el Molí de Magrinyà i el Molí Nou, tots dos fariners. Pocs anys abans, segons Madoz, s'hi fabricava aiguardent i hi havia el dipòsit de gra per al consum de la província que provenia d'Aragó i era transportat per l'Ebre. Aleshores s'exportava vi, oli i ametlles i hi havia comerç de cereals. Avui, dels 7 molins d'oli que hi havia nomes funciona la de la Cooperativa Agrícola, que l'estiu del 2015, va inaugurar la seva Agrobotiga, on es poden comprar els olis, i també els vins que elaboren amb denominació d'origen Tarragona. A més, ofereixen una gamma diversa de productes d'altres productors, com cava o fruits secs entre d'altres.

## Demografia
| 1497 f | 1515 f | 1553 f | 1717 | 1787  | 1857  | 1877  | 1887  | 1900  | 1910  |
| ------ | ------ | ------ | ---- | ----- | ----- | ----- | ----- | ----- | ----- |
| 131    | 124    | 121    | 432  | 1.567 | 1.749 | 1.626 | 1.676 | 1.658 | 1.504 |

| 1920  | 1930  | 1940  | 1950 | 1960 | 1970 | 1981 | 1990 | 1992 | 1994 |
| ----- | ----- | ----- | ---- | ---- | ---- | ---- | ---- | ---- | ---- |
| 1.427 | 1.263 | 1.008 | 963  | 937  | 742  | 632  | 580  | 567  | 567  |

| 1996 | 1998 | 2000 | 2002 | 2004 | 2006 | 2008 | 2010 | 2012 | 2014 |
| ---- | ---- | ---- | ---- | ---- | ---- | ---- | ---- | ---- | ---- |
| 551  | 533  | 512  | 511  | 501  | 534  | 606  | 594  | 592  | 559  |

| 2016 | 2018 | 2020 | 2022 | 2024 | 2026 | 2028 | 2030 | 2032 | 2034 |
| ---- | ---- | ---- | ---- | ---- | ---- | ---- | ---- | ---- | ---- |
| 601  | 525  | 527  | 527  | 543  | -    | -    | -    | -    | -    |

El 1860 es desagrega el Molar d'en Bas.

## Història
Al lloc de Garcia, segons Carme Biarnès, hi hagué antigament un poblat ibèric, mentre que hi ha testimonis d'un habitatge romà a la partida dels Planassos, a la dreta de l'Ebre. Els sarraïns reocuparen l'indret de l'antic poblat ibèric. El lloc aleshores depenia del valí de Siurana, però Garcia aconseguí d'independitzar-se i, inclús, d'adquirir al dit valí els termes de Falset i de Pradell. Garcia fou conquerida en temps de Ramon Berenguer IV per Albert I de Castellvell. La primera menció en fonts cristianes data de 1153, quan el dit comte rei lliurà als Templers el Castell de Miravet i els donà, també, una propietat a Carçeia. El 1156 Ramon Berenguer IV, Guillem de Castellvell, Arnau de Sarrià i altres nobles donaren al monestir de Poblet diversos horts i Mas de Bas del terme de Carcheia (aquest Mas de Bas, actualment dit del Severino, és prop del poble del Molar, antic agregat de Garcia, que a les primeries del segle xix esdevingué municipi independent; actualment pertany a la comarca del Priorat). El castell de Garcia, juntament amb els de Tivissa, Móra i Marçà, tots els quals havien posseït els sarraïns, fou donat en feu a Guillem de Castellvell pel rei Alfons el Cast, el 1174.
Abans de 1309 el lloc de Garcia era de la senyoria de Galceran d'Artesa. Posteriorment Garcia passà a formar part de la baronia d'Entença, de la qual esdevingué una fortificació important, i del comtat de Prades. Diu Biarnès que les 37 cases de moriscs que hi havia el 1610 no sofriren l'expulsió gràcies a la protecció del bisbe de Tortosa, Pedro Manrique com consta en document expedit pel notari de Tortosa Melcior Jaume Montfort el 24 d'agost del dit any. El lloc formà part del corregiment de Tarragona. És del partit judicial de Reus (fins al 1970 del de falset) i del bisbat de Tortosa.
A part que hom suposa que al lloc on resta ubicada la vila de Garcia hi hagué un antic poblat ibèric, se sap, a iniciativa de Carme Biarnès, que n'hi hagué un altre a la roca del Sol (243m), a l'esquerra de l'Ebre, la banda oposada a la roca de l'Ortiga. El lloc s'anomena així perquè els pagesos de Vinebre i d'Ascó se'n serveixen com a rellotge solar. Constitueix un mirador excel·lent de la Ribera d'Ebre, des de Flix fins més enllà de Móra, i, a més, és de difícil accés. Hom hi ha trobat fragments de ceràmica de vernís negre i ibèrica pintada.

## Llocs per visitar
- L'ermita de Santa Magdalena situada als vessants d'un dels contraforts meridionals de la serra del Tormo, vora el camí i la partida de les Terres Noves, a l'extrem NE del terme. L'ermita que consta de terres de conreu pel ermità, i la cas d'aquest, són construïdes sota una gran balma que les cobreix. L'ermita fou destruïda el 1835, durant la primera guerra carlina, i reconstruïda posteriorment.

## Muntanyes

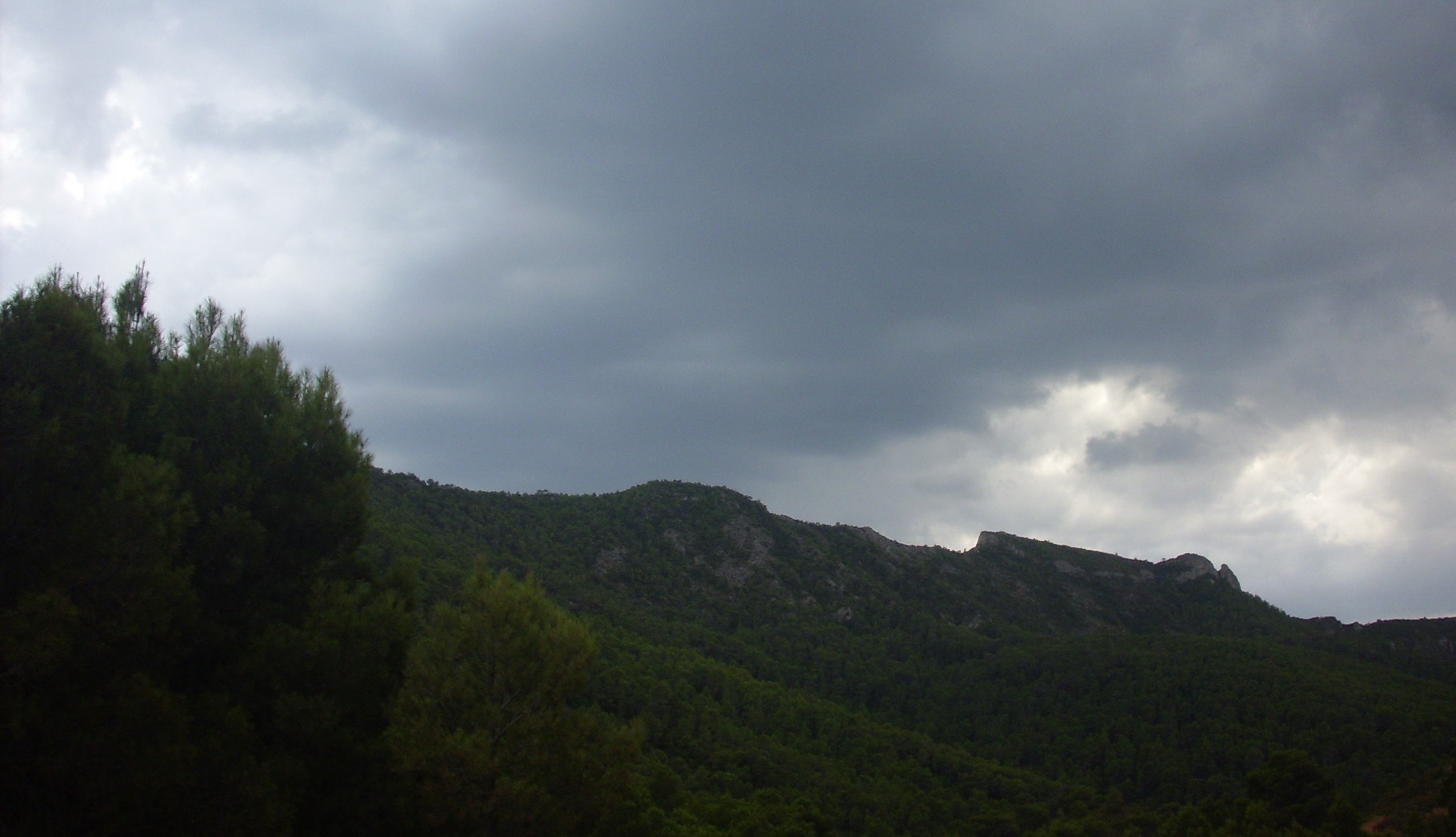
Vista del Tormo des de l'antic camí de La Figuera (El Priorat), del terme municipal de La Torre de l'Espanyol (La Ribera d'Ebre) estant

- Pic de l'Àguila (491,8 m.)[1] 41° 8′ 23.6″ N, 0° 36′ 7.893″ E / 41.139889°N,0.60219250°E
- Roca dels Gobians (251,6 m.[2]) 41° 9′ 17.34″ N, 0° 40′ 22.90″ E / 41.1548167°N,0.6730278°E
- La Roca Roja (344,1 m.)[1] 41° 10′ 41.04″ N, 0° 37′ 4.446″ E / 41.1780667°N,0.61790167°E cim compartit amb La Torre de l'Espanyol.
- Les Moles (496,2 m.[1]) 41° 3′ 36.1″ N, 0° 45′ 50.53″ E / 41.060028°N,0.7640361°E
- Lo Tormo (522,9 m.[2]) 41° 10′ 44.46″ N, 0° 38′ 36.46″ E / 41.1790167°N,0.6434611°E. Vèrtex geodèsic al cim referència 252136001. cim compartit amb La Torre de l'Espanyol.
- Lo Piló (524,9 m.[2]) 41° 10′ 46.03″ N, 0° 38′ 52.53″ E / 41.1794528°N,0.6479250°E cim compartit amb La Torre de l'Espanyol.
- Coll dels Romeus (526,2 m.[2]) 41° 8′ 55.48″ N, 0° 41′ 13.51″ E / 41.1487444°N,0.6870861°E cim compartit amb El Molar.
- Punta del Segarra (494,3 m.[1]) 41° 11′ 7.436″ N, 0° 39′ 31.17″ E / 41.18539889°N,0.6586583°E cim compartit amb El Molar.

## Eleccions al Parlament de Catalunya del 2012
| Candidatura | Candidatura   | Cap de llista          | Vots | Regidors | % vots |
| ----------- | ------------- | ---------------------- | ---- | -------- | ------ |
|             | CiU           | Artur Mas              | 147  |          | 48,03  |
|             | ERC           | Oriol Junqueras        | 78   |          | 25,49  |
|             | PSC           | Pere Navarro           | 23   |          | 7,51   |
|             | PPC           | Alicia Sánchez-Camacho | 22   |          | 7,18   |
|             | CUP           | David Fernández        | 14   |          | 4,57   |
|             | ICV-EUiA      | Joan Herrera           | 9    |          | 2,94   |
|             | C's           | Albert Rivera          | 1    |          | 0,32   |
|             | Vots en blanc |                        | 7    |          | 2,25   |
|             | Altres        |                        | 5    |          | 1,96   |
| Total       | Total         | 311                    | 311  |          | 73,7   |